# Dactylochelifer mongolicola
Espèce
Dactylochelifer mongolicola est une espèce de pseudoscorpions de la famille des Cheliferidae.

## Distribution
Cette espèce se rencontre en Mongolie et en Russie.

## Étymologie
Son nom d'espèce lui a été donné en référence au lieu de sa découverte, la Mongolie.

## Publication originale
- Beier, 1970 : Ergebnisse der zoologischen Forschungen von Dr. Z. Kaszab in der Mongolei (Pseudoscorpionidea). Reichenbachia, vol. 13, p. 15-18.